# Israhel van Meckenem mladší
Israhel van Meckenem mladší, někdy uváděn jen jako Israhel van Meckenem (* kolem 1445 – 10. listopadu 1503, Bocholt) byl německý grafik a zlatník, syn Israhela van Meckenema staršího.

## Život
Rodina pocházela z dnešní Belgie (Mechelen) nebo pohraničí Nizozemska (Bocholt), člen "van" napovídá nizozemský původ. Israhel mladší se vyškolil jako zlatník a rytec v dílně svého otce a pak se stal tovaryšem v dílně Monogramisty E.S. Ten byl ve své době nejproslulejším severoevropským grafikem.
První grafický list vytvořil van Meckenem roku 1465 v tehdy nizozemském Kleve. Roku 1470 je doložen jeho pobyt v bavorském Bambergu, roku 1480 se vrátil do Bocholtu a strávil zde zbytek života. Koncem 80. let se oženil s Idou a vytvořil společný dvojportrét. Z let 1480–1498 jsou zaznamenány četné zlatnické práce, které u něj objednala městská rada v Bocholtu, mj. monstrance pro Mathenakirche ve Weselu.

## Dílo

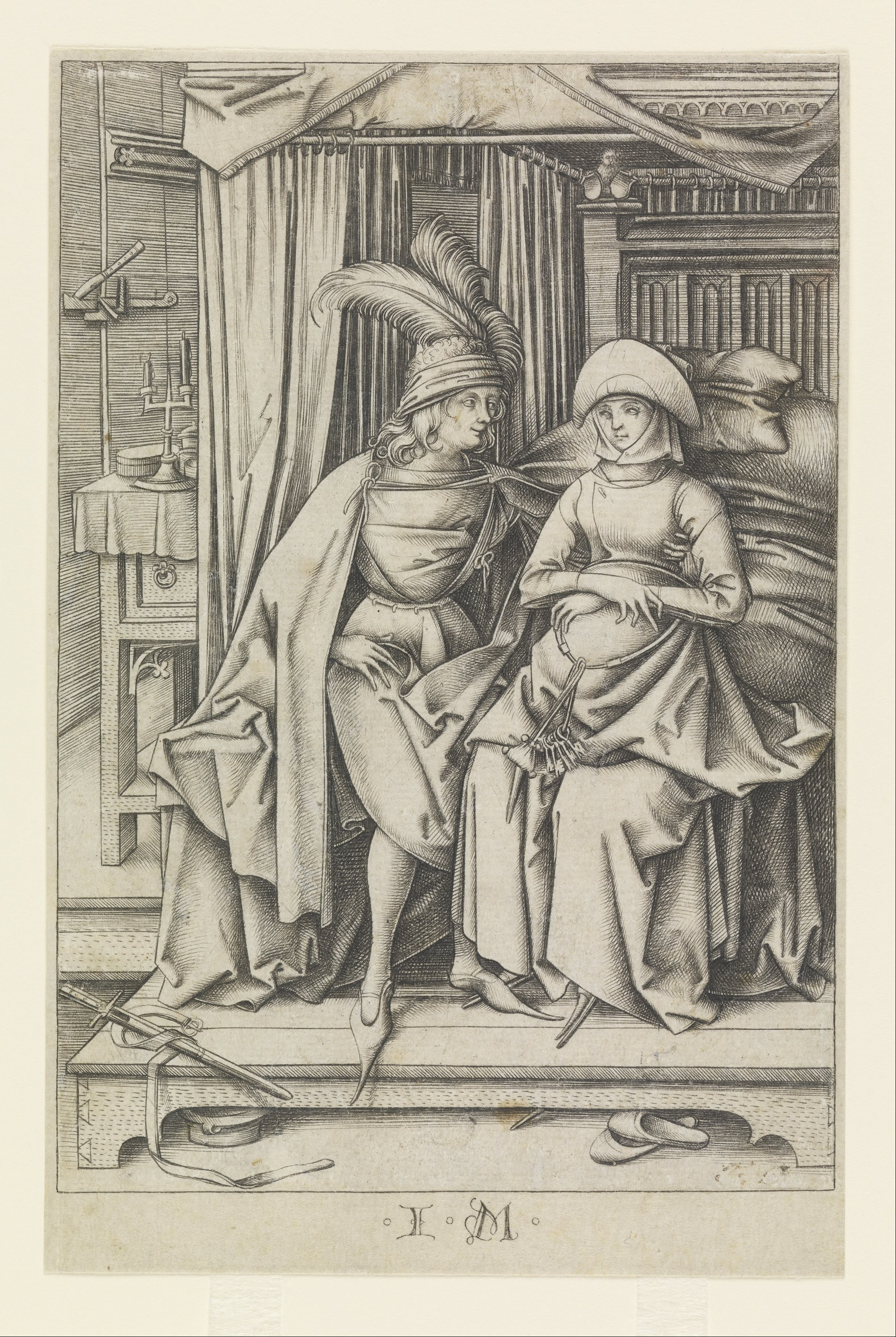
Israhel van Meckenem, Dvojice sedící na lůžku, Google Art Project

Israhel van Meckenem pracoval na jihu Německa v dílně Monogramisty E.S. zcela jistě v roce 1467, kdy tento mistr zemřel. Zdědil po něm 41 hotových tiskových matric, které přepracoval. Také kolem dvou set "vlastních tisků" Israhel van Meckenema byly kopie starších grafických listů Monogramisty E.S. Celkem vydal kolem šesti set grafických listů s motivy převzatými od jiných umělců, včetně tzv. Meister des Hausbuches (nebo Hausbuchmeister), Martina Schongauera nebo Albrechta Dürera. Slavná série grafických listů s námětem Život Panny Marie, kterou Israhel van Meckenem vydal na sklonku života, byla vytvořena podle kreseb Hanse Holbeina staršího. Kopírování cizích předloh bylo tehdy běžnou praxí a prostřednictvím grafických listů byly v pozdním období gotiky rozšiřovány kompoziční vzory mezi uměleckými dílnami.
Rané grafické práce Israhel van Meckenema byly poněkud neumělé, ale časem si vypracoval vlastní styl a vydával stále větší a dokonalejší grafické listy. Zlatnické školení je patrné na umělcově zálibě ve složitém ornamentu. Jeho originální kompozice, kterých je kolem 180, se věnují sekulárním námětům a jsou neobyčejně živé. Typickým příkladem je list s příběhem Salome, kde hlavní prostor zaujímají tanečníci oblečení podle tehdejší dvorní módy a Salome s hlavou Jana Křtitele tvoří malou scénu v pozadí.
Israhel van Meckenem byl velmi zdatný ve vlastní prezentaci a podepisoval listy svým jménem a místem, kde vznikly. Byl prvním, kdo vytvořil grafický autoportrét (s manželkou). Tento list je zároveň prvním grafickým portrétem konkrétní známé osoby. Vydával rovněž papežem nepotvrzené a tedy podloudné odpustky, na nichž zaručuje hříšníkům zkrácení doby strávené v očistci o 20 000, později o 45 000 let za sérii modliteb.